# Markt von Algutsrum

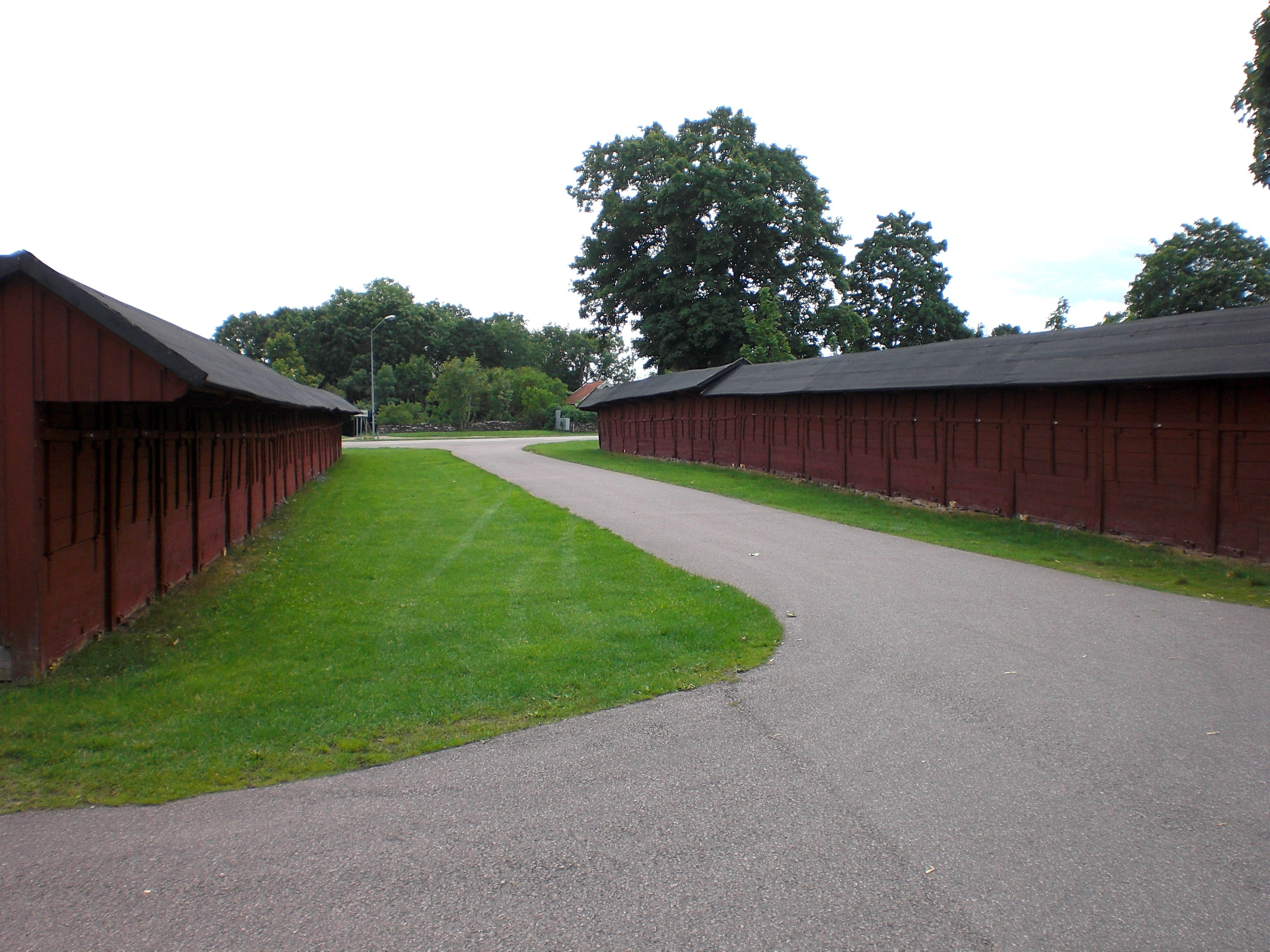
Marktgasse auf dem Markt von Algutsrum

Der Markt von Algutsrum ist ein Markt im Dorf Algutsrum auf der schwedischen Ostseeinsel Öland.
Der Marktplatz von Algutsrum befindet sich östlich der Kirche von Algutsrum und besteht aus zwei rechtwinklig zueinander stehenden Marktgassen.
Der Markt ist überregional bekannt, da hier noch die originalen Marktbuden aus dem 18. Jahrhundert erhalten und in Nutzung sind. Die im für Schweden typischen rot gehaltenen Buden verfügen nur auf der Vorderseite über hölzerne Läden. Bei Öffnung der Buden werden die Läden aufgeklappt. Der Obere dient als Regen- und Sonnenschutz, der Untere fungiert als Ladentisch. Da die Marktbuden über keine weitere Tür verfügen, muss das Verkaufspersonal über die Läden in die Hütte klettern.
Märkte finden in Algutsrum zumindest bereits seit der Zeit um 1700 statt. Ursprünglich wurden vor allem auch Rinder und Pferde gehandelt. Heute liegt der Schwerpunkt mehr auf Süßigkeiten und Kunsthandwerk. Etwa von Ende Juni bis Ende September finden Märkte im Markt von Algutsrum statt.